# 保護預り
保護預り（ほごあずかり）とは、証券会社や銀行などの金融機関が、投資家から個別保管または混蔵保管を求める寄託契約に基づいて有価証券の寄託を受けた場合に、金融機関が有価証券などを預かることである。

## 金融機関の義務
金融機関が、投資家から個別保管に関する寄託契約又は混蔵寄託契約により有価証券の寄託を受ける場合には、投資家との間で後述する保護預り約款に基づいて有価証券の寄託に関する契約を締結する義務がある。また、この義務に従い、金融機関と投資家との間で保護預り契約を締結しようとするときは、金融機関は投資家から保護預り口座設定申込書の提出を受けなければならず、提出後は遅滞なく保護預り口座を設定するとともにその旨を投資家に通知しなければならない。
また、金融機関は、自身が保有する有価証券と、投資家が寄託し保護預りの対象となった資産は、別々に分けて分別管理することが義務つけられている。

## 保護預り約款
保護預り約款とは、受託者である金融機関と寄託者である顧客との間の権利義務関係を明確にしたもののことである。金融機関にあっては、日本証券業協会の『有価証券の寄託の受入れ等に関する規則』により、保護預り証券の出納、保管等について、以下の事項について、規定する義務がある。
1. 保護預り証券の保管方法及び保管場所に関する事項
2. 混蔵保管等に関する同意事項
3. 債券の抽選償還が行われた場合の取扱いに関する事項
4. 金融機関への届出事項及び届出事項の変更手続きに関する事項
5. 保護預り証券の口座処理に関する事項
6. 質権に係る処理に関する事項
7. 実質株主等の通知等に係る処理に関する事項
8. 顧客への連絡事項
9. 名義書換等の手続きの代行等に関する事項
10. 償還金等の代理受領に関する事項
11. 保護預り証券の返還及び返還に準ずる取扱いに関する事項
12. 保護預り管理料に関する事項
13. 解約要件に関する事項
14. 免責事項
15. 約款の変更手続きに関する事項

## 脚註

### 註釈
1. ↑  個別保管とは、金融機関が投資家から預かった有価証券の記号・番号を特定して行う保管方法である[1]。返還時には寄託された有価証券を返さなければならない[1]。
2. ↑  混蔵保管とは、同一銘柄の有価証券を他の顧客の寄託分と混合して保管することである[1][2]。混蔵保管を行う場合、金融機関側はあらかじめ、顧客から保護預り約款の中で同意を得たうえで、混蔵寄託契約を結ぶ必要がある[1][2]。また、金融機関が顧客の有価証券を自己で混蔵保管する場合や、信託銀行など第三者に混蔵保管させる場合には、固有有価証券等の保管場所と明確に区分し、各顧客の持ち分が直ちに判別できるようにしておく必要がある[2]。
3. ↑  但し、上場株券などのように、有価証券のうち電子化によりみなし有価証券となっているものについては、『社債、株式等の振替に関する法律』に基づく振替決済口座管理契約に基づいて振替口座簿に記録され、証券保管振替機構にて保管・管理がなされているため、保護預りは行われておらず、保護預り制度は事実上終了している制度である[1][3][4][5][6]。2017年現在は例外的に、ベンチャー企業に代表される一部の非上場株式などに限り、保護預り制度が用いられている状況にある[6]。
4. ↑  例外的に「累積投資契約に基づく有価証券」や「常任代理人契約に基づく有価証券」、「国内CP、海外CP、海外CD、カバードワラント、外国貸付債券信託受益証券」、「マル優制度の適用を受ける有価証券」、「寄託残高の額面金額の合計額が10万円に満たない債券」、「証券投資信託の受益証券」の寄託については、契約締結義務がない[1]。
5. ↑  なお、これにより、万一有価証券の寄託先である金融機関が破綻した場合であっても、その金融機関の債権者は保護預りされている有価証券を差し押さえることはできず、顧客の資産は保全されることとなる[8][9]。